# Cekcyn (przystanek kolejowy)
Cekcyn – przystanek kolejowy w Cekcynie, w gminie Cekcyn, w powiecie tucholskim, w województwie kujawsko-pomorskim.

## Ruch pasażerski
| Rok  | Wymiana pasażerska na dobę |
| ---- | -------------------------- |
| 2017 | 200-299                    |
| 2022 | 200-299                    |